# Antillognatha
Antillognatha is een monotypisch geslacht van spinnen uit de  familie van de Tetragnathidae (Strekspinnen).

## Soort
- Antillognatha lucida Bryant, 1945